# Братислава III (округ)
Округ Братислава III (словац. Okres Bratislava III) — округ (район) в Братиславському краї Словаччини. Площа округу становить — 74,67 км², на якій проживає — 63 997 осіб (31.12.2015). Щільність населення — 857,06 осіб/км². У район входять міські частини Вайнори, Нове Место, Рача.

## Населення
| Рік:            | 1994.  | 2004.   | 2014.   | 2024.    |
| --------------- | ------ | ------- | ------- | -------- |
| Кількість осіб: | 64 587 | 61 614  | 63 081  | 78 125   |
| Різниця:        |        | -4,60 % | +2,38 % | +23,84 % |

| Рік:            | 2023.  | 2024.   |
| --------------- | ------ | ------- |
| Кількість осіб: | 77 594 | 78 125  |
| Різниця:        |        | +0,68 % |

### Статистичні дані (2001)

#### Національний склад
- Словаки 92,7 %
- Угорці 2,5 %
- Чехи 2,0 %

#### Конфесійний склад
- Католики 58,5 %
- Лютерани 6,4 %
- Греко-католики 0,8 %